# Trumpler-osztályozás

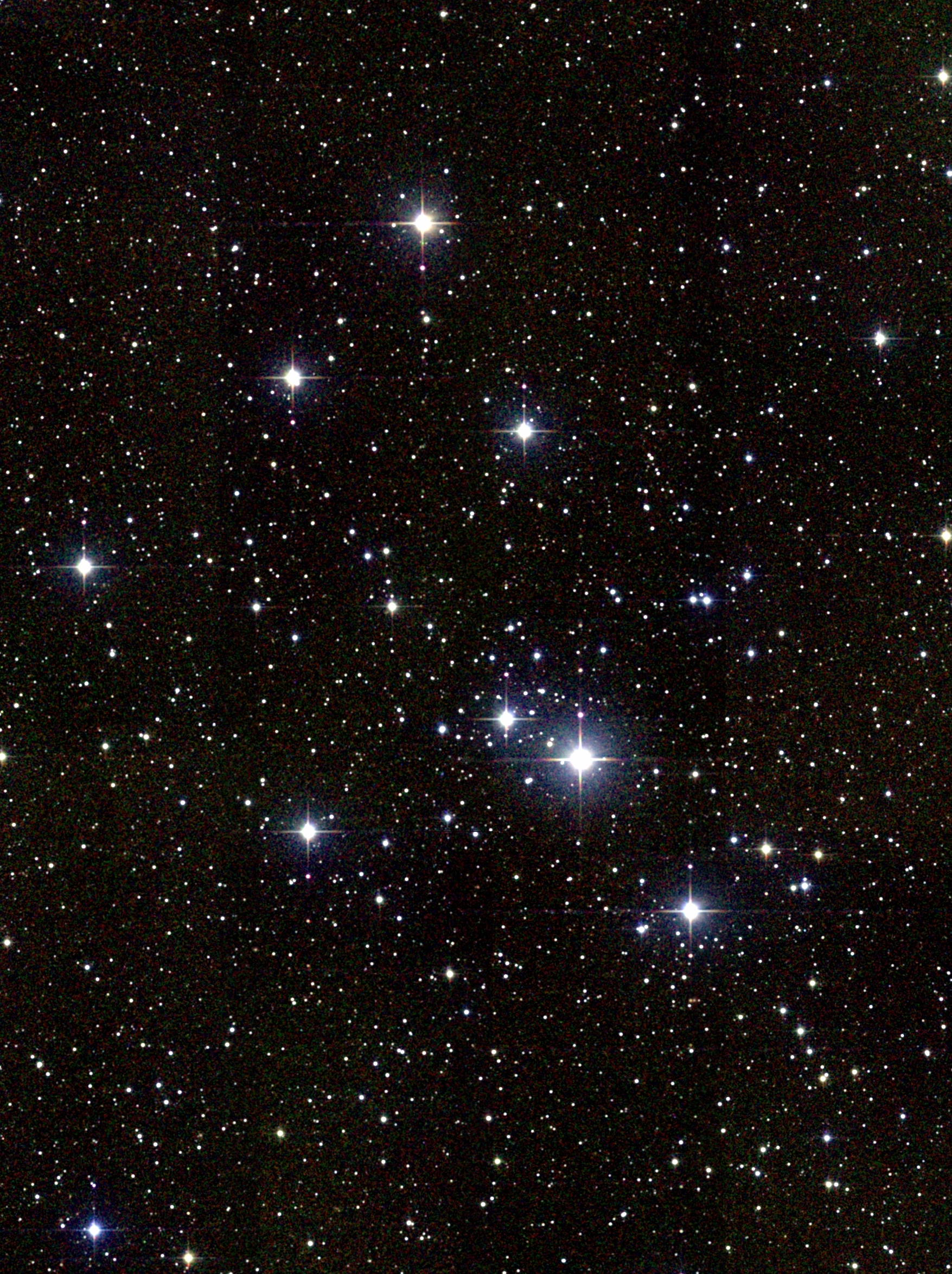
Az M41 halmaz, melynek Trumpler osztálya I,3,r

A Trumpler-osztályozás a nyílthalmazok osztályozására szolgáló egyik séma, melyet Robert Julius Trumpler svájci csillagász alakított ki 1930-ban. Három szempont alapján osztályozza a halmazokat:
- koncentráció
- csillagok látszó fényessége
- csillagok száma

Az osztályozás eredménye a megfigyelés végrehajtása és értelmezése alapján változó lehet, egy-egy nyílthalmaz többféle besorolást is kaphat.

## Koncentráció
Az osztályozás első szempontja a koncentráció, amit egy római számmal fejezünk ki:
- I: elkülönülő (jól elhatárolható a háttérben lévő csillagoktól); a középpont irányában erős koncentráció
- II: elkülönülő; a középpont irányában gyenge koncentráció
- III: elkülönülő; a középpont irányában nincsen koncentráció
- IV: nem igazán különül el a környező csillagmezőtől

## Fényesség
Arab számmal megadott érték, mely a halmaz csillagainak egymáshoz viszonyított látszó fényességét jelöli:
- 1: a csillagok fényessége kis tartományban változik, minden csillag látszó fényessége hasonló
- 2: a csillagok fényessége közepes tartományban változik
- 3: a csillagok fényessége széles tartományban változik

## Csillagok száma
Betűvel jelölt érték, ami a halmaz csillagainak száma szerinti besorolást adja meg:
- p: 50-nél kevesebb csillag (poor)
- m: 50 és 100 közötti számú csillag (moderately rich)
- r: több, mint 100 csillag (rich)

## Köd
Amennyiben a halmaz egy csillagködben található, a Trumpler-besorolás egy n betűvel egészül ki.

## Példák
Az M41 nyílthalmaz besorolása: I,3,r. Az M67 halmazt többféleképpen sorolták be, ettől függően lehet:
- II,2,r (Glyn Jones)
- II,2,m (Sky Catalog 2000)
- II,3,r (Götz)